# Carlos Guillén
Carlos Alfonso Guillén (* 30. September 1975 in Maracay, Aragua) ist ein ehemaliger venezolanischer Baseballspieler in der Major League Baseball (MLB) auf der Position des Shortstops. Er spielte in seiner Profikarriere für die Seattle Mariners und die Detroit Tigers. Guillén wurde zudem drei Mal in das All-Star-Team gewählt.

## Karriere
Guillén unterzeichnete 1992 einen Vertrag bei den Houston Astros, spielte aber nie in deren Trikot in der MLB. 1998 wurde er zusammen mit Freddy Garcia für Randy Johnson zu den Seattle Mariners getauscht. Am 6. September 1998 gab er sein MLB-Debüt. Zunächst spielte er als Second Baseman oder Third Baseman, da als Shortstops, seiner eigentlichen Position, Alex Rodríguez gesetzt war. Ab 2000 konnte Guillén seine richtige Position einnehmen, da Rodríguez zu den Texas Rangers wechselte. 2003 wechselte Guillén zu den Detroit Tigers. Schon im zweiten Jahr in Detroit war er einer der besten Spieler, indem er die meisten Runs Batted In (RBI) hatte, die meisten Runs erzielte, die meisten Doubles und Triples schlug und den zweitbesten Batting Average bei den Tigers hatte. 2006 führte er die Shortstops der MLB in Slugging Percentage an und hatte zum ersten Mal in seiner Karriere einen On Base Average von über .400. Am 1. August 2006 wurde er der zehnte Tigers-Spieler, der es schaffte, einen Cycle (Single, Double, Triple, Home Run) zu schlagen. Er ist der erste Spieler in der MLB-Geschichte, der es schaffte, seinen Batting Average sechs Jahre lang stets zu steigern.
Mit Beginn der Saison 2008 musste Guillén die Position des Shortstops verlassen, da Edgar Rentería, welcher von den Atlanta Braves zu den Tigers gekommen war, dort gesetzt war. Guillén spielte zunächst auf der ersten Base. Nachdem diese Position von Miguel Cabrera übernommen worden war, spielte er Ende April 2008 auf der dritten Base. In der Saison 2009 spielte Guillén im Leftfield. Ab Mai 2010 wurde er von den Tigers auf der zweiten Base eingesetzt.